# 1806 en science
| Années de la science : 1803 - 1804 - 1805 - 1806 - 1807 - 1808 - 1809    |
| Décennies de la science : 1770 - 1780 - 1790 - 1800 - 1810 - 1820 - 1830 |

Cet article présente les faits marquants de l'année 1806 en science.

## Événements
- 6 janvier :  Louis-Nicolas Vauquelin et Pierre Jean Robiquet lisent à l'Institut de France  leur mémoire La découverte d'un nouveau principe végétal dans le suc des asperges[1] Ils isolent de l'asperge le premier acide aminé connu, l'asparagine[2].

- Avril : Charles Julien Brianchon publie un mémoire Sur les surfaces courbes du second degré dans le Journal de l'École polytechnique, qui expose le théorème qui porte son nom[3].

- 18 août : le capitaine Abraham Bristow aperçoit les îles Auckland alors qu'il chasse la baleine au sud de la Nouvelle-Zélande[4].

- 7 octobre : l'ingénieur anglais Ralph Wedgwood (en) dépose le premier brevet pour du papier carbone[5].
- 8 octobre : l'officier d'artillerie William Congreve fait la démonstration de fusées offensives de son invention lors d'une attaque contre le port de Boulogne[6].

- 20 novembre : Humphry Davy présente son mémoire On some chemical agencies of Electricity à la Royal Society de Londres, les résultats de ses recherches sur l'électrolyse de l'eau [7].

- 4 décembre : William Hyde Wollaston dépose un brevet pour la chambre claire[8].

- Le chimiste allemand Friedrich Sertürner isole de la morphine pure, qu'il appelle morphium. Il publie ses travaux en 1817 et décrit ses propriétés sédatives et antalgiques. Elle est utilisée à des fins thérapeutiques en 1827 et produite et commercialisée par la société Merck[9].

- L'ingénieur britannique William Murdoch installe l'éclairage au gaz dans la filature cotonnière Philips & Lee de Manchester, au Royaume-Uni. Pour l'alimenter une première usine à gaz est ouverte à Salford en 1805 par la firme Boulton & Watt[10].

## Publications
- Jean-Robert Argand : Essai sur une manière de représenter les quantités imaginaires dans les constructions géométriques, publié à Paris sans nom d'auteur. Le mathématicien suisse représente des nombres complexes par des points (diagrammes d'Argand)
- Pierre-André Latreille : Genera crustaceorum et insectorum, secundum ordinem naturalem ut familias disposita, 4 volumes, 1806-1807.
- Louis Poinsot : Mémoire sur la théorie générale de l'équilibre et du mouvement des systèmes
- John Sibthorp :Flora Graeca, inventaire illustré de la flore de Grèce, vol 1.

## Prix
- Médailles de la Royal Society
  - Médaille Copley : Thomas Andrew Knight
  - Médaille Rumford : William Murdoch

## Naissances

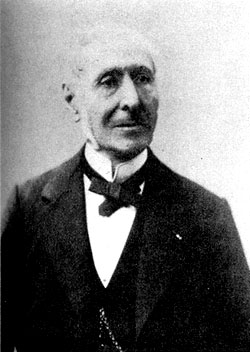
Alphonse Pyrame de Candolle

- 14 janvier : Matthew Fontaine Maury (mort en 1873), officier de la United States Navy qui a grandement influencé l’astronomie, l’océanographie, la météorologie et la géologie modernes.

- 13 mars : Adolphe Napoléon Didron (mort en 1867), archéologue français.
- 9 avril : Isambard Kingdom Brunel (mort en 1859), ingénieur britannique.

- 20 mai : John Stuart Mill (mort en 1873), philosophe, logicien et économiste britannique.

- 27 juin : Auguste De Morgan (mort en 1871), mathématicien et logicien britannique.

- 10 août : Julius Weisbach (mort en 1871), mathématicien et ingénieur allemand.

- 7 septembre : Christian August Friedrich Peters (mort en 1880), astronome allemand.
- 17 septembre : Guillaume Duchenne de Boulogne (mort en 1875), médecin neurologue français.

- 28 octobre : Alphonse Pyrame de Candolle (mort en 1893), botaniste suisse.

- 13 novembre : Philip de Malpas Grey Egerton (mort en 1881), paléontologue britannique.
- 18 novembre : Charles Léo Lesquereux (mort en 1889), paléobotaniste suisse.

- 2 décembre : Charles Henry Dessalines d'Orbigny (mort en 1876), botaniste et géologue français.
- 6 décembre : Louis Eugène Robert (mort en 1882), naturaliste et géologue français.
- 16 décembre : Casimir Picard (mort en 1841), préhistorien français.

## Décès

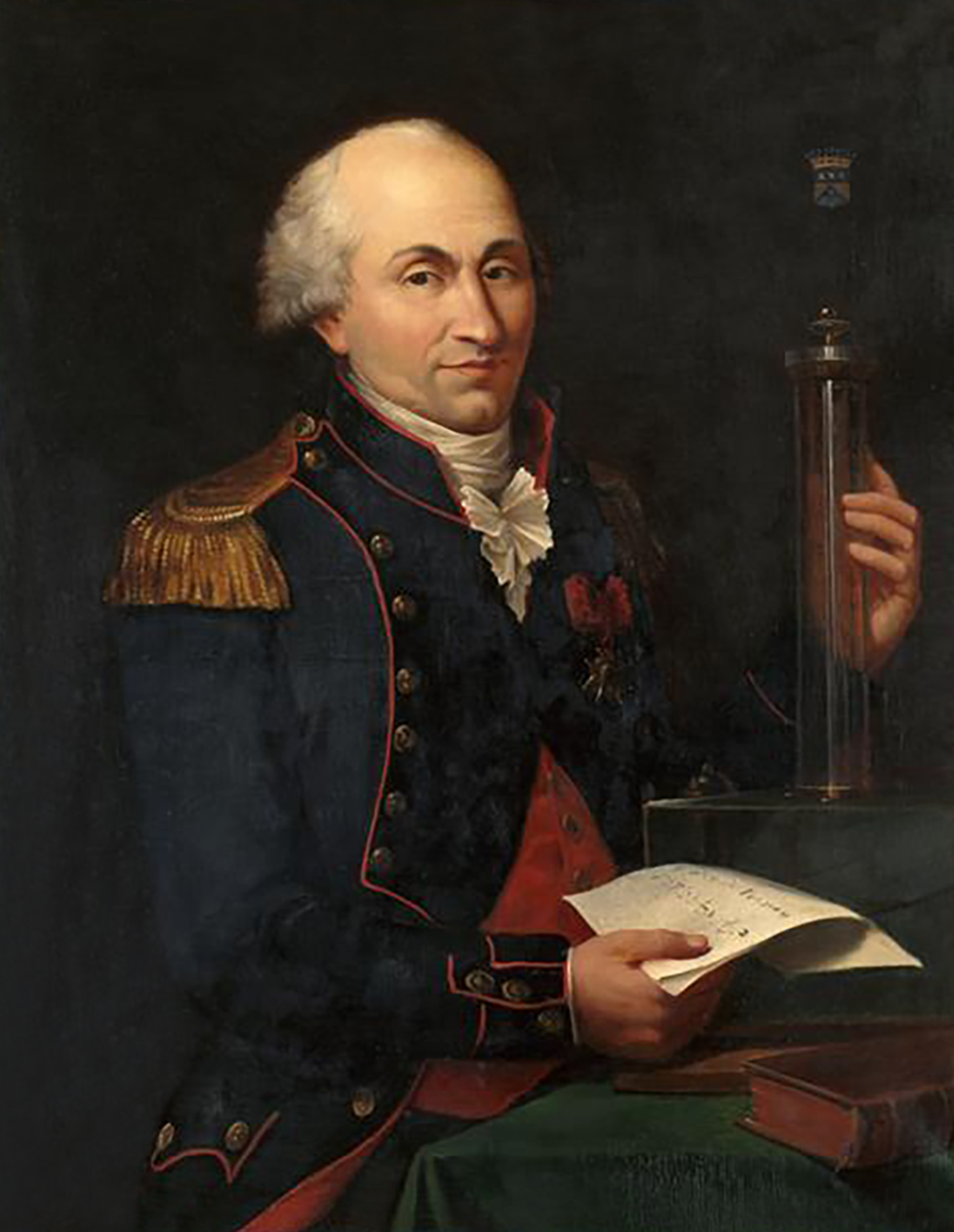
Charles Augustin De Coulomb

- 16 janvier : Nicolas Leblanc (né en 1742), médecin et chimiste français.

- 15 mai : Jacques Philippe Martin Cels (né en 1740), botaniste français spécialisé en horticulture.
- 29 mai : Jean Chanorier (né en 1746), agronome et homme politique français.

- 23 juin : Mathurin Jacques Brisson (né en 1723), zoologiste et physicien français.

- 3 août : Michel Adanson (né en 1727), botaniste français.
- 23 août : Charles Augustin De Coulomb (né en 1736), physicien français.

- 9 octobre : Benjamin Banneker (né en 1731), astronome, mathématicien, fabricant d'horloges et éditeur américain.
- 16 décembre : Arnould Carangeot (né en 1742), naturaliste et minéralogiste français.

- John Abercrombie (né en 1726), agronome et horticulteur écossais.